# Кононович Федір Григорович
Федір Григорович Кононович (псевдо: «Дунай», «Павло», «Скала», «Циган»; 10 червня 1916, с. Нивиці, нині Лопатинська селищна громада, Шептицький район, Львівська область — 10 березня 1953, там же) — керівник Бібрецького районного проводу ОУН, лицар Срібного хреста заслуги УПА.

## Життєпис
Народився у сім'ї місцевих селян Григорія та Теклі Кононовичів. Освіта — 6 класів народної школи. Одружений з Катериною Король (1943), з якою виховував сина. 
Член ОУН із 1937 р. За націоналістичну діяльність затримувався польською поліцією. У 1938 р. призваний на строкову службу до Польської армії, служив в артилерійському підрозділі, де отримав ступінь старшого стрільця. Учасник німецько-польської війни (09.1939), під час якої потрапив до полону. Звільнений у 1941 р. 
Служив в комісаріаті української поліції у Львові, де отримав ступінь вістуна. За передачу зброї підпіллю ОУН заарештований гестапо (1943), однак був звільнений боївкою ОУН за підробленими документами. Скерований на Волинь, де пройшов військовий вишкіл. 
Співробітник спецвідділу зв'язку при Проводі ОУН (14.11.1943-20.03.1944), охоронець Головного Командира УПА Романа Шухевича (20.03.1944-04.1945). У березні 1945 р. з групою охоронців скерований на Закерзоння для підготовки запасного укриття для Головного Командира УПА. Командир боївки зв'язку (04.1945-10.1947) і одночасно керівник техзвена (літо 1946 — 09.1947) при Крайовому проводі ОУН Закерзоння, охоронець Р.Шухевича (10.1947 — літо 1948), керівник Бібрецького районного проводу ОУН (літо 1948 — ?) і одночасно відповідальний за пункт зв'язку Проводу ОУН (літо 1948 — кін. 1952). 
Загинув у криївці. Застрелився, щоб живим не потрапити в руки ворога. 

## Нагороди
- Згідно з Постановою УГВР від 22.11.1947 р. і Наказом Головного військового штабу УПА ч. 3/47 від 5.12.1947 р. керівник боївки зв’язку при Закерзонському крайовому проводі ОУН Федір Кононович – «Циган» нагороджений Срібним хрестом заслуги УПА.